# Qualia

"Vermelhidão" é o exemplo canônico de qualia.

Qualia é um termo usado na filosofia que define as qualidades subjectivas das experiências mentais conscientes. Por exemplo, a vermelhidão do vermelho, ou o doloroso da dor.
Os qualia simbolizam o hiato explicativo que existe entre as qualidades subjectivas da nossa percepção e o sistema físico a que chamamos cérebro. As propriedades das experiências sensoriais são, por definição, epistemologicamente não cognoscíveis na ausência da sua própria experiência directa. Como resultado, são também incomunicáveis.
Os qualia desempenham um papel importante na filosofia da mente, principalmente por poderem ser interpretados como uma refutação de facto do fisicalismo[carece de fontes?]. No entanto, a existência e a natureza dos qualia continuam a ser objecto de um aceso debate na filosofia da mente contemporânea.

## Definições

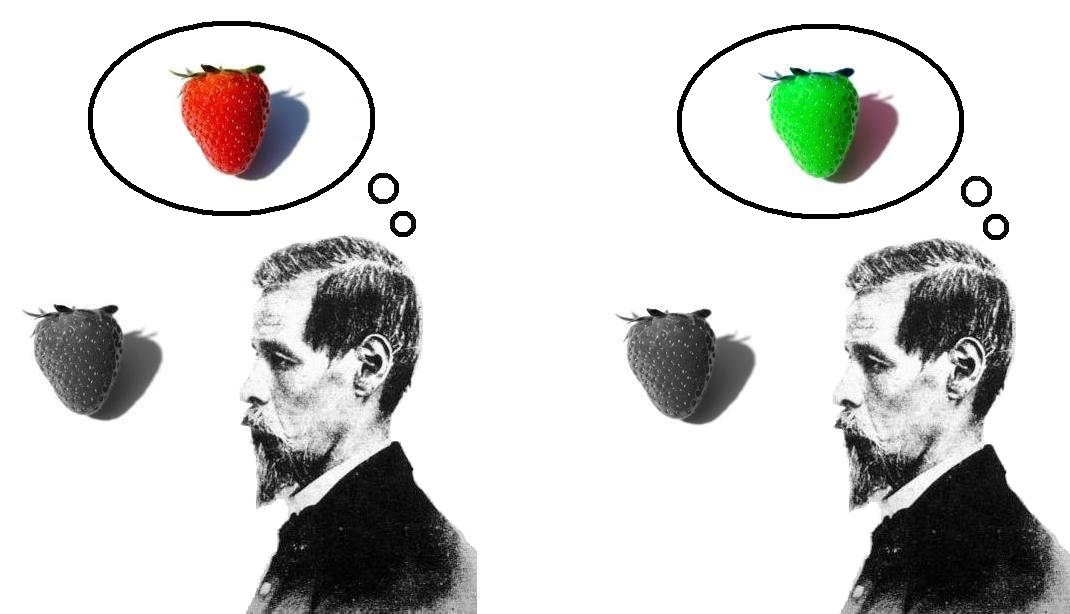
Um quale invertido.

Daniel Dennett, identifica quatro propriedades que são comumente associadas aos qualia, isto é, os qualia são:

1. inefáveis; isto é, não podem ser comunicados ou apreendidos por outros meios diferentes da experiência directa.
2. intrínsecos; isto é, são propriedades não relacionais, que não se alteram conforme a relação da experiência com outras coisas.
3. privados; isto é, todas as comparações intersubjectivas dos qualia são sistematicamente impossíveis.
4. directa ou imediatamente apreensíveis pela consciência; isto é, "experienciar um quale" é "saber-se que se experiencia um quale, sabendo-se que é isso mesmo tudo quanto há a saber sobre esse quale".